# Meijin 1971
Il Meijin 1971 è stata la decima edizione del torneo goistico giapponese Meijin. 

## Qualificazioni
|  | Quarti di finale | Quarti di finale | Quarti di finale |                  |                 | Semifinali      | Semifinali | Semifinali |  |  | Finale | Finale | Finale |  |
|  |                  |                  |                  |                  |                 |                 |            |            |  |  |        |        |        |  |
|  | Ichigen Okubo    | Ichigen Okubo    | 0                |                  |                 |                 |            |            |  |  |        |        |        |  |
|  | Ichigen Okubo    | Ichigen Okubo    | 0                |                  |                 |                 |            |            |  |  |        |        |        |  |
|  | Shuchi Kubouchi  | Shuchi Kubouchi  | 1                |                  |                 |                 |            |            |  |  |        |        |        |  |
|  | Shuchi Kubouchi  | Shuchi Kubouchi  | 1                |                  | Shuchi Kubouchi | Shuchi Kubouchi | 1          |            |  |  |        |        |        |  |
|  |                  |                  |                  |                  | Shuchi Kubouchi | Shuchi Kubouchi | 1          |            |  |  |        |        |        |  |
|  |                  |                  | Tsunehiro Sumino | Tsunehiro Sumino | 0               |                 |            |            |  |  |        |        |        |  |
|  | Tsunehiro Sumino | Tsunehiro Sumino | Tsunehiro Sumino | Tsunehiro Sumino | 0               | 1               |            |            |  |  |        |        |        |  |
|  | Tsunehiro Sumino | Tsunehiro Sumino |                  |                  |                 |                 |            |            |  |  |        |        |        |  |
|  | Keishi Hisai     | Keishi Hisai     | 0                |                  |                 |                 |            |            |  |  |        |        |        |  |
|  | Keishi Hisai     | Keishi Hisai     | 0                |                  | Shuchi Kubouchi | Shuchi Kubouchi | 0          |            |  |  |        |        |        |  |
|  |                  |                  |                  |                  |                 |                 |            |            |  |  |        |        |        |  |
|  |                  |                  | Masao Sugiuchi   | Masao Sugiuchi   | 1               |                 |            |            |  |  |        |        |        |  |
|  | Toshio Sekiyama  | Toshio Sekiyama  | Masao Sugiuchi   | Masao Sugiuchi   | 1               | 1'              |            |            |  |  |        |        |        |  |
|  | Toshio Sekiyama  | Toshio Sekiyama  |                  |                  |                 |                 |            |            |  |  |        |        |        |  |
|  | Yoshinori Kano   | Yoshinori Kano   | 0                |                  |                 |                 |            |            |  |  |        |        |        |  |
|  | Yoshinori Kano   | Yoshinori Kano   | 0                |                  | Toshio Sekiyama | Toshio Sekiyama | 0          |            |  |  |        |        |        |  |
|  |                  |                  |                  |                  | Toshio Sekiyama | Toshio Sekiyama | 0          |            |  |  |        |        |        |  |
|  |                  |                  | Masao Sugiuchi   | Masao Sugiuchi   | 1               |                 |            |            |  |  |        |        |        |  |
|  | Masao Sugiuchi   | Masao Sugiuchi   | Masao Sugiuchi   | Masao Sugiuchi   | 1               | 1               |            |            |  |  |        |        |        |  |
|  | Masao Sugiuchi   | Masao Sugiuchi   |                  |                  |                 |                 |            |            |  |  |        |        |        |  |
|  | Toshi Hoshino    | Toshi Hoshino    | 0                |                  |                 |                 |            |            |  |  |        |        |        |  |

|  | Quarti di finale    | Quarti di finale    | Quarti di finale |                |                     | Semifinali          | Semifinali | Semifinali |  |  | Finale | Finale | Finale |  |
|  |                     |                     |                  |                |                     |                     |            |            |  |  |        |        |        |  |
|  | Toshihiro Shimamura | Toshihiro Shimamura | 1                |                |                     |                     |            |            |  |  |        |        |        |  |
|  | Toshihiro Shimamura | Toshihiro Shimamura | 1                |                |                     |                     |            |            |  |  |        |        |        |  |
|  | Utaro Hashimoto     | Utaro Hashimoto     | 0                |                |                     |                     |            |            |  |  |        |        |        |  |
|  | Utaro Hashimoto     | Utaro Hashimoto     | 0                |                | Toshihiro Shimamura | Toshihiro Shimamura | 1          |            |  |  |        |        |        |  |
|  |                     |                     |                  |                | Toshihiro Shimamura | Toshihiro Shimamura | 1          |            |  |  |        |        |        |  |
|  |                     |                     | Yutaro Hayashi   | Yutaro Hayashi | 0                   |                     |            |            |  |  |        |        |        |  |
|  | Kunio Ishiii        | Kunio Ishiii        | Yutaro Hayashi   | Yutaro Hayashi | 0                   | 0                   |            |            |  |  |        |        |        |  |
|  | Kunio Ishiii        | Kunio Ishiii        |                  |                |                     |                     |            |            |  |  |        |        |        |  |
|  | Yutaro Hayashi      | Yutaro Hayashi      | 1                |                |                     |                     |            |            |  |  |        |        |        |  |
|  | Yutaro Hayashi      | Yutaro Hayashi      | 1                |                | Toshihiro Shimamura | Toshihiro Shimamura | 1          |            |  |  |        |        |        |  |
|  |                     |                     |                  |                |                     |                     |            |            |  |  |        |        |        |  |
|  |                     |                     | Shuzo Ohira      | Shuzo Ohira    | 0                   |                     |            |            |  |  |        |        |        |  |
|  | Kazuo Sometani      | Kazuo Sometani      | Shuzo Ohira      | Shuzo Ohira    | 0                   | 0                   |            |            |  |  |        |        |        |  |
|  | Kazuo Sometani      | Kazuo Sometani      |                  |                |                     |                     |            |            |  |  |        |        |        |  |
|  | Shuzo Ohira         | Shuzo Ohira         | 1                |                |                     |                     |            |            |  |  |        |        |        |  |
|  | Shuzo Ohira         | Shuzo Ohira         | 1                |                | Shuzo Ohira         | Shuzo Ohira         | 1          |            |  |  |        |        |        |  |
|  |                     |                     |                  |                | Shuzo Ohira         | Shuzo Ohira         | 1          |            |  |  |        |        |        |  |
|  |                     |                     | Nobuaki Maeda    | Nobuaki Maeda  | 0                   |                     |            |            |  |  |        |        |        |  |
|  | Shin Tainaka        | Shin Tainaka        | Nobuaki Maeda    | Nobuaki Maeda  | 0                   | 0                   |            |            |  |  |        |        |        |  |
|  | Shin Tainaka        | Shin Tainaka        |                  |                |                     |                     |            |            |  |  |        |        |        |  |
|  | Nobuaki Maeda       | Nobuaki Maeda       | 1                |                |                     |                     |            |            |  |  |        |        |        |  |

|  | Quarti di finale  | Quarti di finale  | Quarti di finale |              |                   | Semifinali        | Semifinali | Semifinali |  |  | Finale | Finale | Finale |  |
|  |                   |                   |                  |              |                   |                   |            |            |  |  |        |        |        |  |
|  | Shokichi Watanabe |                   |                  |              |                   |                   |            |            |  |  |        |        |        |  |
|  |                   |                   |                  |              |                   |                   |            |            |  |  |        |        |        |  |
|  | Hirotaka Sanno    | Hirotaka Sanno    | 0                |              |                   |                   |            |            |  |  |        |        |        |  |
|  | Hirotaka Sanno    | Hirotaka Sanno    | 0                |              | Shokichi Watanabe | Shokichi Watanabe | 0          |            |  |  |        |        |        |  |
|  |                   |                   |                  |              | Shokichi Watanabe | Shokichi Watanabe | 0          |            |  |  |        |        |        |  |
|  |                   |                   | Sunao Sato       | Sunao Sato   | 1                 |                   |            |            |  |  |        |        |        |  |
|  | Shuyo Miyashita   | Shuyo Miyashita   | Sunao Sato       | Sunao Sato   | 1                 | 0                 |            |            |  |  |        |        |        |  |
|  | Shuyo Miyashita   | Shuyo Miyashita   |                  |              |                   |                   |            |            |  |  |        |        |        |  |
|  | Sunao Sato        | Sunao Sato        | 1                |              |                   |                   |            |            |  |  |        |        |        |  |
|  | Sunao Sato        | Sunao Sato        | 1                |              | Sunao Sato        | Sunao Sato        | 1          |            |  |  |        |        |        |  |
|  |                   |                   |                  |              |                   |                   |            |            |  |  |        |        |        |  |
|  |                   |                   | Katsuji Kada     | Katsuji Kada | 0                 |                   |            |            |  |  |        |        |        |  |
|  | Kaoru Iwamoto     | Kaoru Iwamoto     | Katsuji Kada     | Katsuji Kada | 0                 | 0                 |            |            |  |  |        |        |        |  |
|  | Kaoru Iwamoto     | Kaoru Iwamoto     |                  |              |                   |                   |            |            |  |  |        |        |        |  |
|  | Katsuji Kada      | Katsuji Kada      | 1                |              |                   |                   |            |            |  |  |        |        |        |  |
|  | Katsuji Kada      | Katsuji Kada      | 1                |              | Katsuji Kada      | Katsuji Kada      | 1          |            |  |  |        |        |        |  |
|  |                   |                   |                  |              | Katsuji Kada      | Katsuji Kada      | 1          |            |  |  |        |        |        |  |
|  |                   |                   | Hideo Aoyagi     | Hideo Aoyagi | 0                 |                   |            |            |  |  |        |        |        |  |
|  | Yoshimi Hashimoto | Yoshimi Hashimoto | Hideo Aoyagi     | Hideo Aoyagi | 0                 | 0                 |            |            |  |  |        |        |        |  |
|  | Yoshimi Hashimoto | Yoshimi Hashimoto |                  |              |                   |                   |            |            |  |  |        |        |        |  |
|  | Hideo Aoyagi      | Hideo Aoyagi      | 1                |              |                   |                   |            |            |  |  |        |        |        |  |

## Torneo
- W indica vittoria col bianco
- B indica vittoria col nero
- X indica la sconfitta
- +R indica che la partita si è conclusa per abbandono
- +N indica lo scarto dei punti a fine partita
- +F indica la vittoria per forfeit
- +? indica una vittoria con scarto sconosciuto
- V indica una vittoria in cui non si conosce scarto e colore del giocatore

| Giocatore           | R.K. | K.H. | K.T. | H.O. | T.K. | H.F. | T.S. | M.S. | S.S. | Risultato | Note                    |
| ------------------- | ---- | ---- | ---- | ---- | ---- | ---- | ---- | ---- | ---- | --------- | ----------------------- |
| Rin Kaiho           | –    | W+R  | X    | B+R  | W+R  | B+R  | X    | W+?  | B+R  | 6-2       | Qualificato alla finale |
| Kunihisa Honda      | X    | –    | X    | W+R  | W+?  | X    | W+?  | X    | B+1  | 4-4       |                         |
| Kaku Takagawa       | B+R  | B+R  | –    | X    | B+2  | X    | X    | B+R  | W+R  | 5-3       |                         |
| Hideo Otake         | X    | X    | B+R  | –    | W+4  | V    | X    | X    | V    | 4-4       |                         |
| Takeo Kajiwara      | X    | X    | X    | X    | –    | X    | X    | X    | V    | 1-7       | Retrocesso              |
| Hosai Fujisawa      | X    | W+R  | B+3  | X    | V    | –    | V    | X    | V    | 5-3       |                         |
| Toshihiro Shimamura | W+2  | X    | B+R  | W+R  | V    | X    | –    | V    | V    | 6-2       |                         |
| Masao Sugiuchi      | X    | B+?  | X    | W+R  | V    | V    | X    | –    | X    | 4-4       | Retrocesso              |
| Sunao Sato          | X    | X    | X    | X    | X    | X    | X    | V    | –    | 1-7       | Retrocesso              |

## Finale
La finale è stata una sfida al meglio delle sette partite. 